# Habitatge al carrer de Montcada, 32 (Tortosa)
L'Habitatge al carrer Montcada, 32 és una obra modernista de Tortosa inclosa a l'Inventari del Patrimoni Arquitectònic de Catalunya.

## Descripció
Edifici de planta i tres pisos amb façana al carrer Montcada i mur lateral obert al carrer Puríssima. La planta és de carreus de pedra grans encoixinats, amb un portal de mig punt d'accés a les vivendes i un d'arc escarser que correspon a la funerària. Els pisos s'obren mitjançant balcons, amb volada de pedra sobre relleus ornamentals de tipus vegetal, que es continuen en els emmarcaments de finestres. A l'angle hi ha una tribuna de fusta i vitralls en els tres nivells superiors. La fusta no és treballada i els vidres són llisos, amb color roig i verd com a variant. A cada nivell hi ha baranes de ferro treballades amb formes corbes senzilles. La superfície de façana lliure en els nivells superiors està tota treballada amb esgrafiats força detallistes, amb motius vegetals i florals estilitzats i d'ordenació geomètrica, que contrasta amb les formes més naturalistes dels relleus d'estuc. El mur lateral està arrebossat simulant carreus i s'obre també mitjançant balcons.